# 普洛特
普洛特（法語：Plottes，法語發音：[plɔt]）是法国索恩-卢瓦尔省的一个市镇，属于马孔区。

## 历史
普洛特曾于1973年并入图尔尼。2001年，普洛特脱离图尔尼，再度成为独立市镇。

## 地理
普洛特（46°31'52"N, 4°52'22"E）面积10.07 平方千米，位于法国勃艮第-弗朗什-孔泰大區索恩-卢瓦尔省，该省份为法国中部省份，北起顺时针与科多尔省、汝拉省、安省、罗讷省、卢瓦尔省、阿列省和涅夫勒省接壤。
与普洛特接壤的市镇（或旧市镇、城区）包括：勒维拉尔、沙尔多奈、法尔日莱马孔、奥兹奈、图尔尼、于希济。
普洛特的时区为UTC+01:00、UTC+02:00（夏令时）。

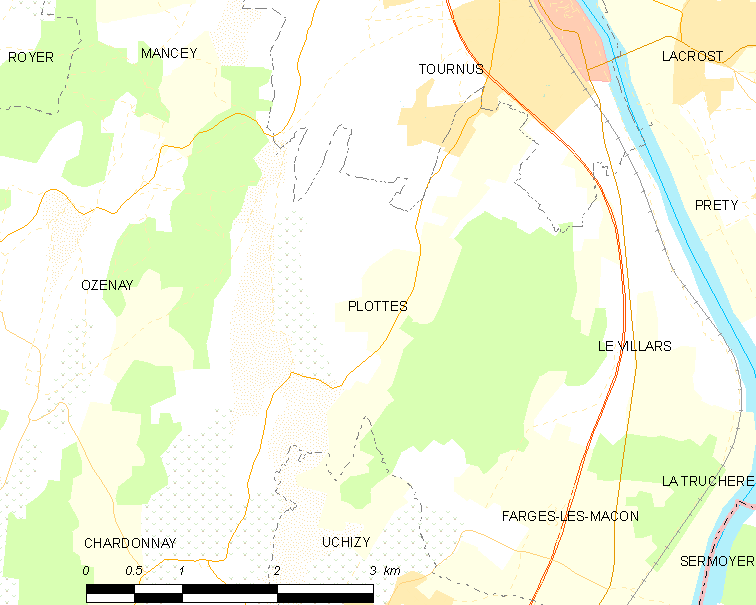
普洛特的OSM定位图

## 行政
普洛特的邮政编码为71700，INSEE市镇编码为71353。

## 政治
普洛特所属的省级选区为图尔尼县。

## 人口

1962-2008年间普洛特人口变化图示

普洛特于2022年1月1日时的人口数量为554人。